# Bechtemir
Il Bechtemir (in russo Бехтемир?) è un fiume della Russia siberiana occidentale meridionale, affluente di destra della Bija. Scorre nei rajon Bijskij e Celinnyj del Territorio dell'Altaj.
Il fiume ha una lunghezza di 117 km e il suo bacino è di 665 km². Sfocia nel Bija a 64 km dalla foce. 